# 杜汝楫
杜汝楫（1920年—），男，广东广州人，中国逻辑学家、政治学家，曾任中国政治学会常务理事。